# Helena Friedrichová
Helena Friedrichová, rozená Helena Kratochvílová, (19. června 1955 Praha – 4. února 2002 Praha) byla česká herečka a dabérka.

## Život a kariéra
Narodila se do umělecké rodiny. Jejím otcem byl scenárista, režisér a posléze i ředitel Hudebního divadla v Nuslích Miroslav Kratochvíl (1921–1999), maminka Ilona Hermachová (1931–2002) byla tanečnicí. Ve svých dvanácti letech se stala studentkou Taneční konzervatoře v Praze a po třech letech přešla do dramatického oddělení konzervatoře. Hned po absolutoriu nastoupila angažmá v Městských divadlech pražských. V roce 1994 odešla ze stálého angažmá a začala vystupovat jako host v Divadle v Řeznické, ve Viole a v jiných divadlech. Převážně se však věnovala dabingu a práci pro rozhlas.
Do povědomí diváků TV se zapsala ztvárněním role Denisy de Flavigni v televizním zpracování známé operety Florimonda Hervé Mamzelle Nitouche, zpívala Galla Macků, a v dabingu rolí Carol v komediálním seriálu Krok za krokem. Vystupovala už i pod svým dívčím jménem Helena Kratochvílová, v několika případech je i chybně uváděná jako Helena Fridrichová.
Byla sestrou producenta Petra Kratochvíla (* 23. 7. 1951).
Byla dvakrát vdaná, s prvním manželem má dceru Janu, s druhým manželem a hercem Pavlem Šromem má dceru Annu.
Zemřela náhle 4. února 2002 v Praze, dva dny po svatbě svého bratra producenta Petra Kratochvíla s bývalou Miss ČSFR a modelkou Pavlínou Babůrkovou (* 30. 3. 1973) a pět dní po smrti jejich společné matky Ilony Hermachové (28. 3. 1931 – 30. 1. 2002).

## Dílo

### Film a TV

#### Film
- 1978 – Velikonoce Kamila Morávka (absolventský film)
- 1978 – Září 38 (studentský film)

#### TV
- 1977 – Mamzelle Nitouche (TV inscenace) – Denisa de Flavigni
- 1979 – Osamělý jezdec (TV film)
- 1981 – Proč se vraždí starší dámy – Jitka
- 1983 – O spící princezně, šípkových růžích a uražené víle – víla Filinka
- 1984 – Sen noci svatojanské (TV inscenace)
- 1986 – Záhada zamčeného pokoje (TV inscenace) – dr. Berglundová
- 1987 – Bráška (TV film)
- 1987 – Arabesky (povídkový TV film) – Kateřina
- 1987 – Třináctý předseda (TV inscenace)
- 1988 – Motanice (TV inscenace) – Majdalenka Dařbujánová
- 1992 – Šťastlivec Sulla (TV inscenace) – Aemilia
- 1993 – Pomalé šípy (TV seriál) – Zdena Matějková, snacha
- 1999 – Smůla (TV inscenace) – paní lesů

### Dabing
- 1980 – Pět večerů – Larisa Kuzněcovová (Káťa)
- 1981 – Profesionálové (seriál, 1. dabing ČT = prvních 21 epizod) – Sheila Ruskin (Helena)
- 1982 – Zbojnickou cestou – Stela Furcovici (Ionica),
- 1983 – Místo činu: Nouzové řešení – Diana Körner (Beate)
- 1983 – Místo činu: Dívka na schodech (1. dabing ČST) – Anja Jaenicke (Katja)
- 1984 – Místo činu: Miriam (1. dabing ČST) – Sunnyi Melles (Miriam Schultheissová)
- 1984 – Hodina s Agatou Christie (epizody ČT) – Čtvrtý muž – Prue Clarke (Annette Ravelová)
- 1984 – Detektiv Marlowe (1. dabing epizody ČT) – Král ve žlutém hávu – Lise Hilboldt (Doloros)
- 1985 – Strážce noci (seriál ČT) – Kitoši Macuo (Ohide)
- 1985 – Podivný případ dr.Jekylla a pana Hyda (dabing ČT) – Toyah Willcox (Janet)
- 1985 – Nevěrně tvá – Nastassja Kinski (Daniella Eastmanová)
- 1986 – Volný den Ferrise Buellera
- 1987 – Utonutí zakázáno – Élisabeth Bourgine (Elizabeth)
- 1987 – Santa Barbara (TV seriál USA)
- 1987 – Místo činu: Nebezpečný koktejl – Claudia Amm (Petra Koenenová)
- 1987 – Mrtvý favorit (dabing ČT)
- 1987 – Specialisté (dabing Barrandov) – Christiane Jean (Laura)
- 1987 – A co dál, doktore? – Madeline Kahn (Eunice Burnsová)
- 1987 – Bezva finta – Kim Cattrall (Lise)
- 1988 – Agent beze jména (2dílný TV film, dabing pro VHS) – Jaclyn Smithová (Marie St. Jacquesová)
- 1988 – Richard Wagner – Gemma Craven (Minna)
- 1988 – Místo činu: Vlny za lodí
- 1988 – Zubaté ostří – Diane Erickson (Eileen Avery)
- 1988 – Aféra Concorde (dabing Barrandov pro ČT)
- 1989 – Poslední císař – Maggie Han (Klenot východu)
- 1989 – Místo činu: Osudná nejistota – Birgit Anders (Elvira Thieleová)
- 1989 – Muž bez domova: Komplic – Bobbie Brown (Maureen)
- 1989 – Muž bez domova: Výbuch – Bobbie Brown (Maureen)
- 1989 – Jen když se směju (seriál ČT) – Diane Bull (Deidre)
- 1989 – Příští ráno
- 1989 – Krotitelé duchů (1. dabing Barrandov) – Annie Potts (Janine Melnitzová)
- 1989 – Osudový omyl – Ljubov Ruděnko (Toňa)
- 1989 – Vlak do Hollywoodu – Graźyna Kruk (Sandra)
- 1990 – Černá vdova (dabing kino) – Debra Winter (Alexandra 'Alex' Barnes)
- 1990 – Utonutí zakázáno (dabing Barrandov) – Elizabeth Bourgine (Élizabeth)
- 1990 – Altánek – Debbie Reynolds (Nella)
- 1990 – Nástrahy velkoměsta
- 1990 – Wall Street (1. kinodabing) – Daryl Hannah (Darien Taylorová)
- 1991 – Krok za krokem (TV seriál) – Suzanne Somersová (Carol Fosterová)
- 1991 – Drsný Harry (1. dabing VHS)
- 1991 – Zrodila se hvězda
- 1991 – Zahraj to znovu, Same – Diane Keatonová (Linda Christieová)
- 1991 – Tanec s vlky (1. dabing) – Mary McDonnel (Stojí s pěstí)
- 1991 – Panika v Needle parku (dabing ČT) – Kitty Winn (Helen)
- 1991 – Nico (1. dabing VHS)
- 1992 – Melrose Place
- 1992 – Operace Corned Beef (dabing Barrandov) – Valérie Lemercier (Marie-Laurence Granianski)
- 1992 – Střihoruký Edward (1. dabing kino) – Dianne Wiest (Peg Boggsová)
- 1992 – Střihoruký Edward (2. dabing VHS-DVD) – Dianne Wiest (Peg Boggsová)
- 1992 – Želví nindžové (animovaný, dabing pro Lucernafilm) – (April O'Neilová)
- 1992 – Černý hřebec (2. dabing VHS) – Teri Garr (Alecova matka)
- 1992 – JFK (dabing Barrandov pro WHV) – Laurie Metcalf (Susie Coxová)
- 1992 – Bony a Clyde (1. dabing VHS) – Estelle Parsons (Blanche)
- 1992 – Plány a touhy (seriál, dabing ČT) – Helena Michell (Caroline Amphlett)
- 1992 – Kassandra (TV seriál) – Nury Flores (Herminia Arocha)
- 1992 – Beethoven (1. dabing Barrandov) – Bonnie Hunt (Alice)
- 1992 – Podezření (1. dabing, VHS, DVD)
- 1993 – Jurský park – Laura Dern (Ellie Sattlerová)
- 1993 – Želví nindžové II.: Tajemství kapaliny (animovaný, 1. kinodabing) – (April O'Neilová)
- 1993 – Želví nindžové III. (animovaný) – (April O'Neilová)
- 1993 – Beethoven (2. dabing Barrandov pro kino) – Bonnie Hunt (Alice)
- 1994 – Čarodějky z Eastwicku (2. dabing ČT) – Michelle Pfeifferová (Sukie Ridgemontová)
- 1994 – M.A.S.H. (seriál TV) – Barbara Brownell (poručík Louise Andersonová)
- 1994 – Vražedné pobřeží (dabing Nova)
- 1994 – Beethoven 2 (dabing Barrandov) – Bonnie Hunt (Alice)
- 1995 – Atlanský val – Sophie Desmarets (Maria Ducheminová)
- 1995 – Smrtící epidemie (1. dabing VHS) – Rene Russo (Robby Keoughová)
- 1995 – Xena (1. dabing, seriál TV) – Alison Wall (Minya)
- 1995 – Čtyři roční období (dabing ČT) – Rita Moreno (Claudia)
- 1995 – Modrá Electra Glide (2. dabing ČT) – Jeannine Riley (Jolene)
- 1995 – Jump Street 21 (seriál, dabing Nova, 1. série)
- 1995 – Sám doma a bohatý (dabing pro Gemini film) – Mariangela Pino (Diane Pazinski)
- 1995 – Rudá Soňa (dabing, TV, DVD)
- 1995 – Strážce moře (seriál, Pilotní film na VHS pod názvem Ponorka Seaquest)
- 1995 – Svět podle Garpa (dabing VHS) – Jessica Tandy (paní Fieldsová)
- 1995 – Indiana Jones – Poslední křížová výprava (2. dabing VHS-DVD) – Alison Doody (dr. Elsa Schneiderová)
- 1996 – Klub odložených žen – Diane Keatonová (Annie MacDuggan Paradiseová)
- 1996 – Na pokraji šílenství (1 dabing, Šílenství) – Linda Styles (Julie Carmen)
- 1996 – MacGyver (seriál, dabing Nova, 4. 5. série) – Roxanne Reese (Cynthia Wilsonová)
- 1997 – Smrtonosná zbraň 3 (2. dabing ČT) – Rene Russo (Lorna Cole)
- 1997 – Sabrina – Angie Dickinson (Ingrid Tyson)
- 1997 – Fargo – Kristin Rudrüd (Jean Lundegaard)
- 1997 – Emma
- 1997 – Absolutní moc (dabing VHS)
- 1997 – Rodina policajtů 2: Ztracená důvěra (1. dabing VHS) – Kim Weeks (Anne Meyersová)
- 1997 – Od soumraku do úsvitu ( 1. dabing Bontonfilms)
- 1997 – Pret-a-Porter
- 1997 – Delfín Filip – Chelsea Field (Cathy)
- 1997 – Co dokáže láska (TV seriál) – Susana Vieira (Branca)
- 1997 – Fenomén – Kyra Sedgwick (Lace Pennamin)
- 1997 – Dave (2. dabing Nova)
- 1997 – Halloween 3 (2. dabing Nova)
- 1997 – Dračí srdce
- 1998 – Xena (TV seriál) – Alison Wall (Minya)
- 1998 – Miami Sands (TV seriál) – Janice Hamilton (Monique)
- 1998 – Pocahontas 2: Cesta domů (animovaný)
- 1999 – Gang policajtů (dabing VHS)
- 1999 – Smrtonosná zbraň 4 – Rene Russo (Lorna Cole)
- 1999 – Zapomeň na Paříž (dabing ČT) – Debra Winger (Ellen Andrews Gordon)
- 1999 – Městečko Pleasantville (1. dabing VHS) – Joan Allen (Betty Parker)
- 1999 – Vládce knih (animovaný, 3. dabing Nova) – (Pohádka)
- 1999 – Na titulní straně (2. dabing NOVA) – Carol Burnettová (Mollie Malloy)
- 199x – Rozsudek noci (kinodabing)
- 199x – Místo činu: Vila na předměstí – Christiane Lemm (Ulla)
- 199x – Znásilnění (2. dabing VHS)
- 199x – Bitva o Británii (dabing Barrandov) – Susannah York (Maggie Harveyová)
- 199x – Hlava rodiny – Diane Keatonová (Nina Banks)
- 199x – Hlava rodiny 2 – Tatínek nebo dědeček? – Diane Keatonová (Nina Banks)
- 199x – Dokonalý svět – Laura Dern (Sally Gerberová)
- 199x – Smrtící past (dabing ČT) – Dyan Cannon (Myra Bruhl)
- 199x – Merlin ( 1. dabing pro Hallmark) – Miranda Richardson (královna Mab)
- 199x – Řidič a fantom – Sophie Desmarets (Delphine)
- 199x – Marvinův pokoj – Diane Keatonová (Bessie)
- 199x – Těžké časy – Suzanne Somersová (Emma Poleski)
- 199x – Zelený svět (dabing VHS) – Rene Russo (Molly Griswoldová)
- 2000 – Pták na drátě (2. dabing Nova) – Goldie Hawn (Marianne Graves)
- 2000 – Stříbrný blesk/Stříbrný šíp (2. dabing Nova) – Jill Clayburgh (Hilly Burnsová)
- 2000 – Junior (2. dabing NOVA) – Pamela Reed (Angela)
- 2000 – Černá vdova (dabing Nova) – Theresa Russell (Catharine Petersen)
- 2000 – Darma a Greg (seriál, dabing Nova, 1. a 2. série) – Mimi Kennedy (Abby O'Neilová)
- 2000 – Washingtonovo náměstí (dabing ČT)
- 2000 – Země dinosaurů 7: Kámen chladného ohně (animovaný)
- 200x – Beethoven 3 – Julia Sweeney (Beth Newton)
- xxxx – Smrt soudního znalce (seriál, dabing ČT) – Brenda Blethyn (Angela Foley)
- xxxx – A Bůh stvořil ženu (dabing pro Kabel Plus)
- xxxx – 007 Žít a nechat zemřít (1. dabing VHS) – Jane Seymour (Solitaire)
- xxxx – Truman Show
- xxxx – Demolition Man
- xxxx – Hvězdná brána (seriál, 1. – 4. série) – Michele Greene (Laira)
- xxxx – Výkupné (1996, VHS) – René Russo (Kate Mullenová)
- xxxx – Purpurová pláň
- xxxx – Bob a Margaret (animovaný seriál, TV) – (Margaret Fishová)

### Divadlo

#### Městská divadla pražská
- 1974 – Osvald Zahradník: Překroč svůj stín – režie: Ivan Weiss – Mária (alternace)
- 1976 – Julian Tuwim: Únos Sabinek – režie: Ota Ornest – Andulka
- 1976 – Vítězslav Nezval: Schovávaná na schodech – režie: Luboš Pistorius – Rosita (alternace)
- 1976 – Alex Koenigsmark: Ostrovy zdánlivé – režie: Ota Ornest – Magda
- 1976 – Jiří Vilímek, Petr Markov: Toulavý kufr – režie: Karel Svoboda – Ivana Macerátová
- 1977 – Richard Mihula: Hurá do Paříže – režie: Richard Mihula – Květinářka
- 1977 – Ernest Bryll: Malované na skle aneb Jánošík – režie: Richard Mihula – 2. děvče
- 1978 – Claus Hammel: Paní Jenny Treiblová – režie: Karel Svoboda – Corina, dcera prof. Schmidta
- 1978 – Yves Jamiaque: Pan Hamilkar – režie: Ladislav Vymětal – Virgínie
- 1978 – Ota Šafránek: Střelba na reklamního textaře – režie: František Laurin – Petra
- 1979 – Fred Ebb, Bob Fosse: Chicago – režie: Richard Mihula – Velma Kellyová (alternace)
- 1979 – Saul O'Hara: Manželství je vždycky riziko – režie: František Miška – Jennifer (alternace)
- 1979 – Nejkrásnější válka (muzikál na motivy Aristofanovy komedie Lysistrata) – režie: Richard Mihula – Lysistrata, Erodiké (alternace)
- 1980 – Tankred Dorst: Maurka – režie: Ladislav Vymětal – Nicoletta
- 1980 – Carlo Goldoni: Letní byt – režie: Ladislav Vymětal – Giacinta
- 1981 – Josef Kajetán Tyl: Lesní panna aneb Cesta do Ameriky – režie: Richard Mihula – Lesní panna (alternace)
- 1981 – Georges Feydeau: Champignolem proti své vůli – režie: František Miška – Anděla (alternace)
- 1983 – Alex Koenigsmark: Adié, miláčku! – režie: Karel Kříž – Elén (alternace)
- 1983 – Vladimír Páral: Generální zázrak – režie: Ladislav Vymětal – Darina Veselá
- 1984 – William Shakespeare: Sen noci svatojánské– režie: Karel Kříž – Helena (alternace)
- 1984 – Lope de Vega: Trýzeň touhy šílené – režie: Kristina Taberyová – Erífila
- 1985 – Jean Giraudoux: Bláznivá ze Chaillot – režie: Karel Kříž – Irma
- 1985 – Edvard Valenta: Jdi za zeleným světlem – režie: Karel Kříž – Blanka, Ida, Eliška
- 1985 – Armando Pugliese: Baron ve větvích – režie: Karel Kříž – Viola ad.
- 1986 – Vladislav Vančura: Josefina – režie: Richard Mihula – Josefina
- 1986 – Federico García Lorca: Krvavá svatba – režie: Karel Kříž – Nevěsta
- 1988 – Aleš Fuchs: Příběhy z Dekameronu – režie: Michael Tarant – Pampinea (alternace)
- 1989 – William Shakespeare: Zkrocení zlé ženy – režie: Petr Novotný – Hospodská, Kateřina (alternace)
- 1991 – Robert David MacDonald: SUMMIT (Dámská schůzka na nejvyšší úrovni) – režie: Lída Engelová – Klára Petacci
- 1991 – Karl Valentin: Zrození pohromy / z ducha všedního dne / – režie: Petr Palouš – Vánoční stromek – Žena; – Jdeme do divadla – Sousedka
- 1992 – William Somerset Maugham, Guy Bolton: Julie, ty jsi kouzelná – režie: Miloš Horanský – Dolly de Vries
- 1993 – Jan Vedral: Nadsamec – režie: Miloš Horanský – Komorná, Matka, Modesta a Sammy White
- 1993 – Ken Ludwig: Tenor na roztrhání – režie: Zbyněk Srba – Maria
- 1993 – Murray Schisgal: A co láska? – režie: Miloš Horanský – Ellena
- 1994 – George Simon Kaufman, Moss Hart: Přišel na večeři – režie: Milan Schejbal – Lorraine Sheldonová
- 1997 – Ray Cooney: Prachy? Prachy! – režie: Jana Kališová – Perkonsová

#### Divadlo v Řeznické
- 1997– Jean Anouilh: Orchestr – režie: Otto Ševčík – Patricie

#### Divadlo Viola
- 1992 – Karel Poláček, Vojtěch Rakous: Komu voni fanděj, pane Khon? – režie: Lída Engelová
- 1996 – Pierre-Henri Cami: Noc orgií v Nesleské věži – režie: Lída Engelová – (alternace)

#### Národní divadlo Praha
- 1987 – William Shakespeare: Marná lásky snaha – režie: Karel Kříž – Rosalina, Žakeneta

#### Ostatní
- 2000 – Václav Hanzlíček – Pražská divadelní agentura Praha (Branické divadlo Praha) – Bengt Ahlfors: Divadelní komedie – paní Janssonová, nápovědka

### Rozhlas
- 1980 – Josef Kajetán Tyl: Strakonický dudák aneb Hody divých žen – režie: Jiří Horčička – Dorotka Trnková[3]
- 1981 – Zdeněk Mahler: Erbovní znamení – režie: Jiří Horčička – dcera
- 1986 – Theodore Dreiser: Americká tragédie – režie: Jiří Horčička – Roberta Aldenová
- 1986 – Johann Nepomuk Nestroy: Zlý duch Lumpacivagabundus aneb ludrácký trojlístek – režie: Jiří Horčička – Camilla + víla Fortuna + Rézinka
- 1987 – Michail Afanasjevič Bulgakov: Mistr a Markétka – režie: Jiří Horčička – Markétka
- 1988 – František Hrubín: Zlatá reneta ¼ (četba na pokračování) – režie: Hana Kofránková
- 1991 – Kristina Žantovská: Maso, kosti – režie: Hana Kofránková
- 1991 – Ferdinand Peroutka: Šťastlivec Sulla – režie: Hana Kofránková – Aemilia
- 1992 – Václav Havel: Vernisáž – režie: Lída Engelová – Věra
- 1992 – Karel Michal: Kokeš – režie: Miloš Novotný – Hamrníková
- 1993 – Lope de Vega: Zahradníkův pes – režie: Jiří Horčička – Dorothea, hraběnčina komorná
- 1995 – Miroslav Stoniš: Poslední běh o život – režie: Ivan Chrz
- 1997 – Edvard Radzinskij: Poslední noc posledního cara – režie: Lída Engelová – Alexandra Fjodorovna
- 1997 – Dorothy Leigh Sayersová: Podezření – režie: Lída Engelová – Ethel, žena Harolda Mummeryho
- 1997 – Oscar Wilde: Zločin lorda Artura Savila – režie Lída Engelová – Vévodkyně z Paisley
- 1997 – Francis Scott Fitzgerald: Něžná je noc (seriál) – režie: Hana Kofránková – Violeta, manželka Alberta McKiska
- 1998 – Karel Čapek (Apokryfy), dramatizace Jitka Škápíková – režie: Lída Engelová
- 2001 – William Shakespeare: Macbeth – režie: Lída Engelová – čarodějnice
- 2004 – Martin Hilský: Divadlo Svět II. 1/9 (Druhý cyklus esejů o shakespearovských postavách) – režie: Markéta Jahodová – 6. Macbeth

### Diskografie
- 1980 – Městská divadla pražská – Dvoudeskový průřez tvorbou přední pražské scény – Výběr k 30. výročí založení divadla sestavil Lubomír Poživil. – Malované na skle aneb Jánošík – Ernest Bryll, Katerzyna Gärtnerová – nevěsta – Vydal Supraphon v roce 1980 (2 LP; Supralong 1218 0481 X-F).[3]
- 1984 – Český melodram 6 – výběr a režie: Lubomír Poživil – (2 LP Supraphon)[3]
- 1985 – Alexandre Dumas: Hrabě Monte Christo – režie: Jiří Horčička – slečna Morrelová – Natočeno 1983. Vydal Supraphon v roce 1985 (3xLP; Supralong 1218 0681-83 X-F; 189 min.). Reedice Supraphon v roce 2005 v edici Za dobrodružstvím (2 CD, zkrácená verze, SU 5151-2 812, 148:54). Reedice Supraphon 2008 (3 CD, nezkrácená verze, SU 5867-2 833, 3:22:49). [3]
- 1987 – Jan Pixa: Krůpěj medu pro Verunku – režie: Ladislav Rybišar – víla Lesanka – Vydal Supraphon v roce 1987 (1 LP, 1 MC, 19183819).[3]
- 2009 – Dorothy Leigh Sayersová: Podezření – režie: Lída Engelová – Ethel, žena Harolda Mummeryho – Natočeno 1997. Vydal Radioservis v září 2009 (1 CD; CR0450-2 – 8590236045026) společně se hrou Muž bez tváře.[3]
- 2010 – Michail Afanasjevič Bulgakov: Mistr a Markétka – režie: Jiří Horčička – Markétka – Natočeno 1987. Vydal Radioservis, červenec 2010 (3 CD; CR0496-2 – 8590236049628).[3]

## Poznámka
Matka Heleny Friedrichové Ilona si přivedla z předchozího vztahu do nové rodiny syna Petra Jelínka, kterému v jeho deseti letech současní rodiče změnili jméno na Petr Kratochvíl. 
Posledním manželem paní Ilony byl Ing. Jaroslav Hermach (* 1926).